# Lista Anticapitalista
Lista Anticapitalista är en valallians bestående av italienska socialistiska och kommunistiska partier som bildades inför Europaparlamentsvalet 2009 för att klara av den nya partispärren på 4 %, som infördes i Italien under februari 2009.
Valalliansen inkluderar:
- Partito della Rifondazione Comunista (kommunism)
- Italienska kommunisternas parti (kommunism)
- Socialismo 2000 (demokratisk socialism)
- Consumatori Uniti (konsumenträtt)

Flera andra italienska vänsterpartiet har gått samman och bildat valalliansen Sinistra e libertà.